# Prace Duże
Prace Duże – wieś sołecka w Polsce, położona w województwie mazowieckim, w powiecie piaseczyńskim, w gminie Tarczyn. 
W latach 1975–1998 miejscowość administracyjnie należała do województwa warszawskiego.

## Integralne części wsi
| SIMC    | Nazwa        | Rodzaj    |
| ------- | ------------ | --------- |
| 0009343 | Leśna Polana | część wsi |

## Dwór w Pracach Dużych
We wsi znajduje się dwór murowany z cegły. Zespół dworski powstał w 2 połowie XIX wieku, jednak obecny dwór wybudowano w dwudziestoleciu międzywojennym. W latach 30. XX wieku należał do Apolinarego Budnego, później do Romany Orłowskiej. Pozostawał w ruinie do lat 90., obecnie odbudowany, jest własnością prywatną.